# Erik Branth
Erich "Erik" Otto Knoph Branth (14. marts 1756 i Sandvær, Norge – 6. august 1825 i Aarhus) var en dansk-norsk søofficer.

## Karriere
Faderen var brugspatron og skovejer Kay Branth (1722-1789), moderen Olea født Knoph (1728-1820). Sønnen blev kadet 1769 og avancerede gennem de forskellige grader (sekondløjtnant 1775, premierløjtnant 1781, kaptajnløjtnant 1789, kaptajn 1796, kommandørkaptajn 1803), indtil han 1811 blev kommandør.

### Tyttebærkrigen
Branth var 1779 med orlogsskibet Elephanten i eskadre, 1780 med orlogsskibet Justitia i eskadre, 1781-82 med fregatten Kiel til Vestindien, 1784 næstkommanderende i Kiel i eskadre, 1788 i orlogsskibet Prinsesse Lovisa Augusta i eskadre, derefter samme år som premierløjtnant ansat ved den norske kanonflotille under kontreadmiral Jacob Arenfeldts kommando og chef for en deling skærbåde, der understøttede Armeens indfald fra Norge i Sverige.
Han blev 1789 indrulleringsofficer i Moss og samme år med orlogsskibet Den Prægtige i eskadre, 1790 næstkommanderende i fregatten Havfruen i eskadre, 1791 med orlogsskibet Kronprins Frederik i eskadre, 1794 med orlogsskibet Prinsesse Sophie Friderica i eskadre, derefter næstkommanderende i orlogsskibet Odin i eskadre, 1795 næstkommanderende i orlogsskibet Dannebrog i eskadre, 1796 chef for kongejagten Søormen, vagtskib i Storebælt og 1800 næstkommanderende i orlogsskibet Prinsesse Sophie Friderica i eskadre.

### Slaget på Reden
I slaget på Reden 2. april 1801 førte han som kaptajn blokskibet Jylland på 54 kanoner og 425 mands besætning; skibet blev angrebet af de engelske linjeskibe Ardent og Russel samt to brigger. Branth forsvarede sig imidlertid tappert; først da alle kanoner på fire nær var demonterede og 100 mand døde eller sårede, strøg han og kom i fangenskab. Skibet blev senere plyndret og brændt. 1802 modtog han Erindringsmedaljen for slaget på Reden. Året 1803 førte Branth fregatten Freia og senere fregatten Iris på togt i Middelhavet. To år senere havde han sin sidste kommando, briggen Glommen, i eskadre. 1808 var han konstitueret kommandant på Københavns Toldbod og 1810 medlem af Priseretten. 1812 ansattes han som indrulleringschef og overlods i Østjyllands distrikt med bopæl i Aarhus, hvor han forblev til sin død, 6. august 1825.
Han blev gift 1797 med Nicoline Elisabeth Cathrine Behr (13. august 1778 - 26. marts 1853), datter af proprietær Niels Behr til Skaføgård (1717-1778) og hustru Anna Dorthea født Hansen (1743-?). 
Han er begravet i Aarhus.

## Gengivelser
Der findes en oval miniature af Viertel (?), et stik af J. Rieter, kopieret i litograferet mindeblad for 1801 i 1848 og i xylografi 1873, og en silhouet af C. Limprecht (Det Kongelige Bibliotek).